# Gare de Selenga
La gare de Selenga (en russe : Селенга (станция), Selenga Statsiïa) est une gare ferroviaire du Transsibérien. Elle est située dans la ville de Selenguinsk, sur le territoire de la Bouriatie en Russie. elle est ouverte en 1900.